# Harri Pesonen
Harri Pesonen, född 6 augusti 1988, är en finsk professionell ishockeyspelare som spelar för den schweiziska klubben HC Lausanne i NLA. Han har tidigare spelat för JYP vilket är hans moderklubb, New Jersey Devils i NHL och dess farmalag Albany Devils.
Han blev aldrig draftad av något lag.